# Haleritti, Haveri
Haleritti là một làng thuộc tehsil Haveri, huyện Haveri, bang Karnataka, Ấn Độ.